# Elmbridge (Worcestershire)
Elmbridge – wieś w Anglii, w hrabstwie Worcestershire, w dystrykcie Wychavon. Leży 14 km na północ od miasta Worcester i 165 km na północny zachód od Londynu.